# Église Saint-Eusèbe d'Auxerre
L'église Saint-Eusèbe, fondée au XIIe siècle, est une église catholique située à Auxerre, dans le département français de l'Yonne, en France. C'est l'église du monastère Saint-Eusèbe fondé par saint Pallade, évêque d'Auxerre de 622 à 657.  Sa plus ancienne fondation remonte au VIIe siècle.

## Localisation
L'église est située à Auxerre, dans la rue Saint-Eusèbe, au sud-est et à l'extérieur (environ 150 m) des fortifications du IIIe siècle qui entourent la ville à cette époque (elle n'y sera incluse qu'avec la deuxième ceinture de Pierre II de Courtenay en 1196).

## Histoire de l'église et du monastère Saint-Eusèbe
En 637 ou vers 640, saint Pallade, 20e évêque d'Auxerre, fonde hors des murs de la ville d'Auxerre un monastère dédié à saint Eusèbe de Verceil. Souvent attaqué, saccagé voire détruit, les moines l'abandonnent et à la fin du VIIIe siècle la propriété de cet établissement passe dans le patrimoine de la cathédrale d'Auxerre.
En l'an 1090 ou 1100, Humbaud (51e év. 1087-1114) augmente le nombre de moines à Saint-Eusèbe et les rend réguliers, en y introduisant des chanoines de Saint-Laurent près Cosne ; Saint-Eusèbe passe ainsi dans les mains de Saint-Laurent et devient un prieuré. 
Les chanoines réguliers de Saint-Laurent reconstruisent les bâtiments ; vers 1130 ils érigent l'église en paroisse.
Il est successivement ruiné, reconstruit, et partiellement incendié en 1216. 
Le 12 juin 1384 Ferric Cassinel fait la dédicace de l'église Saint-Eusèbe qui, quoique construite plus d'un siècle auparavant, n'avait toujours pas été dédicacée.

En 1523 le chevet de l'église s'effondre faute d'entretien. Sa reconstruction débute en 1530, peut-être prévue dans le cadre d'une reconstruction totale de l'église, et utilise le style Renaissance. Les verrières sont particulièrement remarquées, aussi bien celles de la chapelle axiale de 1530 dédiée à la Vierge que celles du déambulatoire qui, pour partie, racontent l'histoire de saint Laurent, patron secondaire de l’église. De nouveaux vitraux y sont placés, détruits pendant l'occupation de la ville par les protestants, en 1567-1568. De nouveaux vitraux sont posés qui ont eu à souffrir au cours du temps.
Le portail est construit en 1633. Mais les guerres de Religion de la seconde moitié du XVIIe siècle empêchent l'achèvement des travaux. En 1634 le prieuré Saint-Eusèbe est affilié aux chanoines réguliers de Sainte-Geneviève de Paris. Ceux-ci réparent l'église et l'embellissent. Au XVIIIe siècle, les chanoines sont peu nombreux ; ils vendent leur terrain par lots, sur lesquels sont construites des maisons de particuliers.

### La nef
Remaniée du XIIIe au XVe siècle, la nef s’appuie à un clocher roman du XIIe siècle, similaire à celle de l’abbaye Saint-Germain d'Auxerre. Elle précède un chœur reconstruit au XVIe siècle, plus haut que la nef.

### Le portail
Le portail construit en 1633 porte deux panneaux ; celui de droite représente saint Eusèbe, celui de gauche saint Laurent. Les deux saints sont également présents en statues de chaque côté de l’entrée de la chapelle axiale.

## Protection
Cette église est classée au titre des monuments historiques par la liste de 1862.

## Reliques
Elle conserve les reliques d'une étoffe byzantine du IXe siècle appelée « suaire de Saint Germain », ainsi que des peintures sur bois de l’école italienne des XVe au XVIIIe siècles.

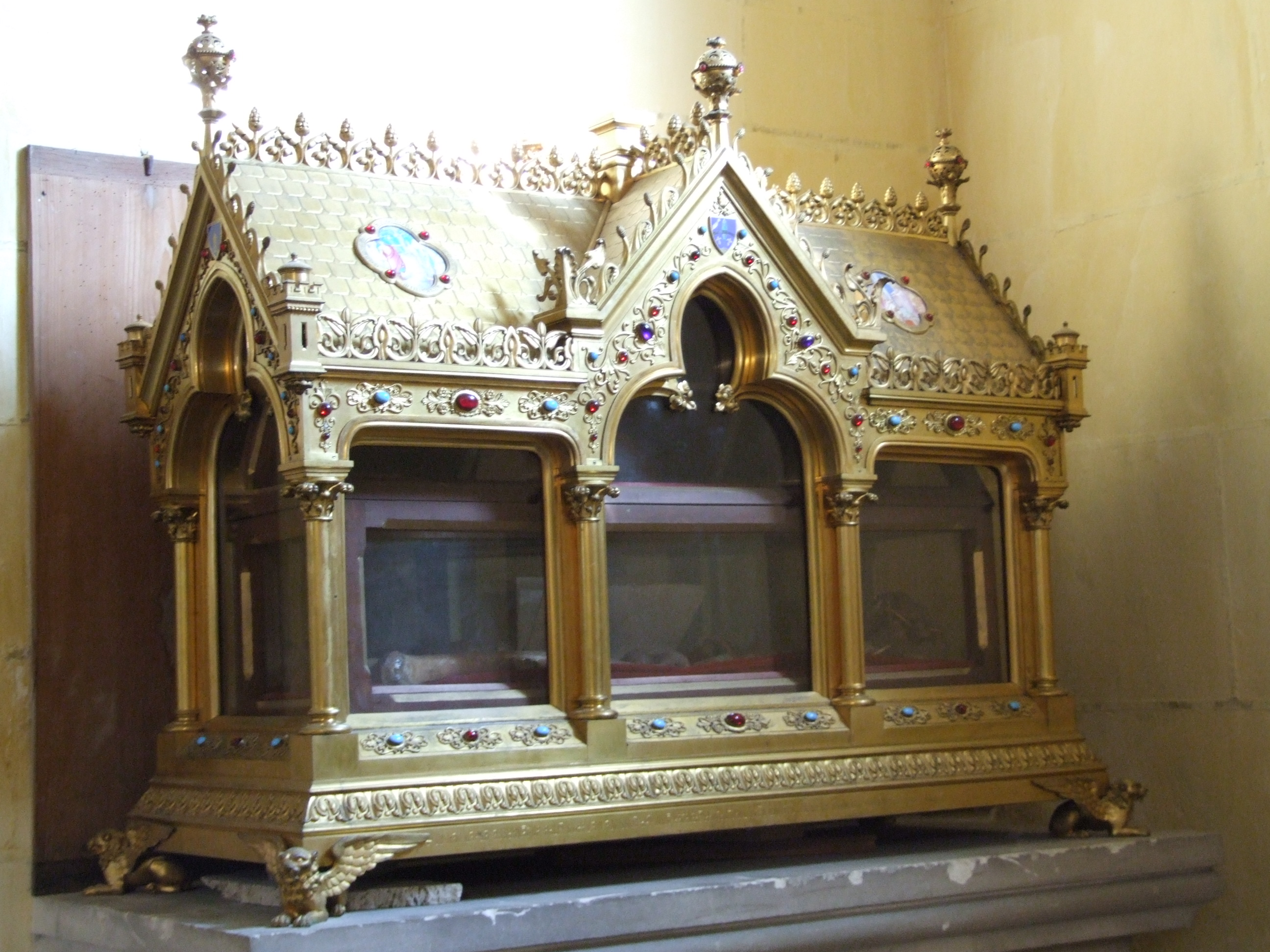
Reliquaire de Saint-Eusèbe

## Galerie d'images

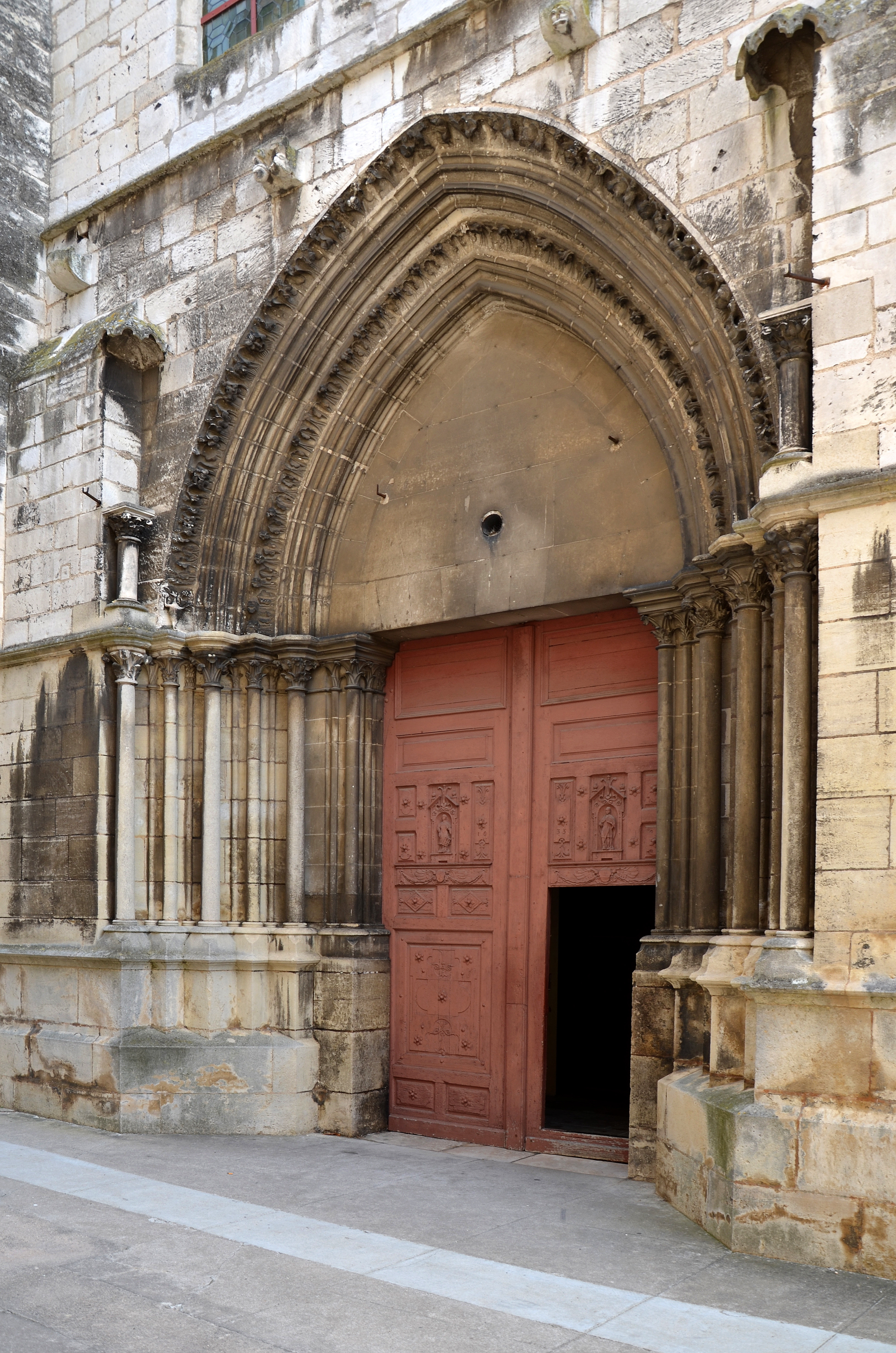
Porche
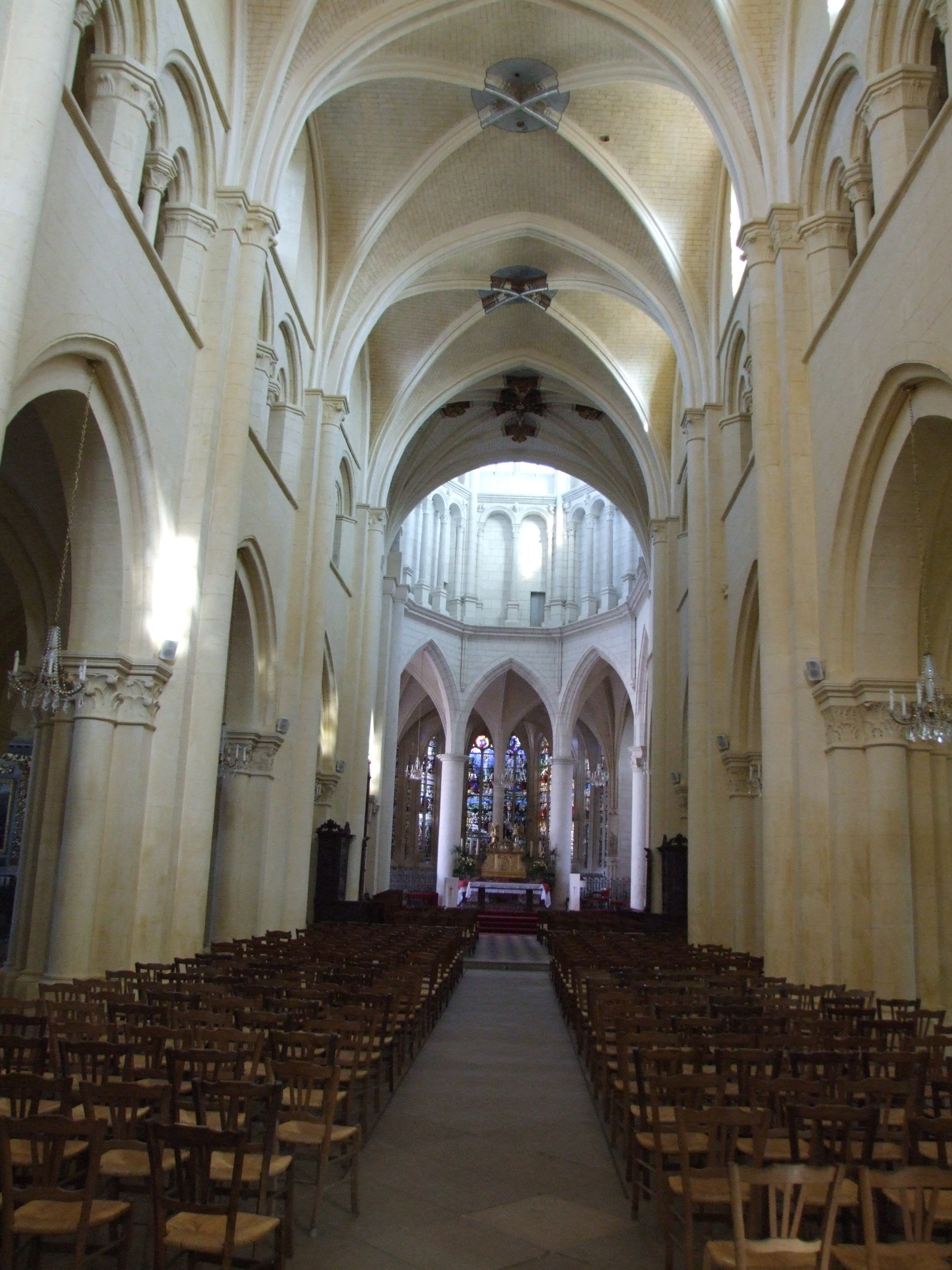
Nef
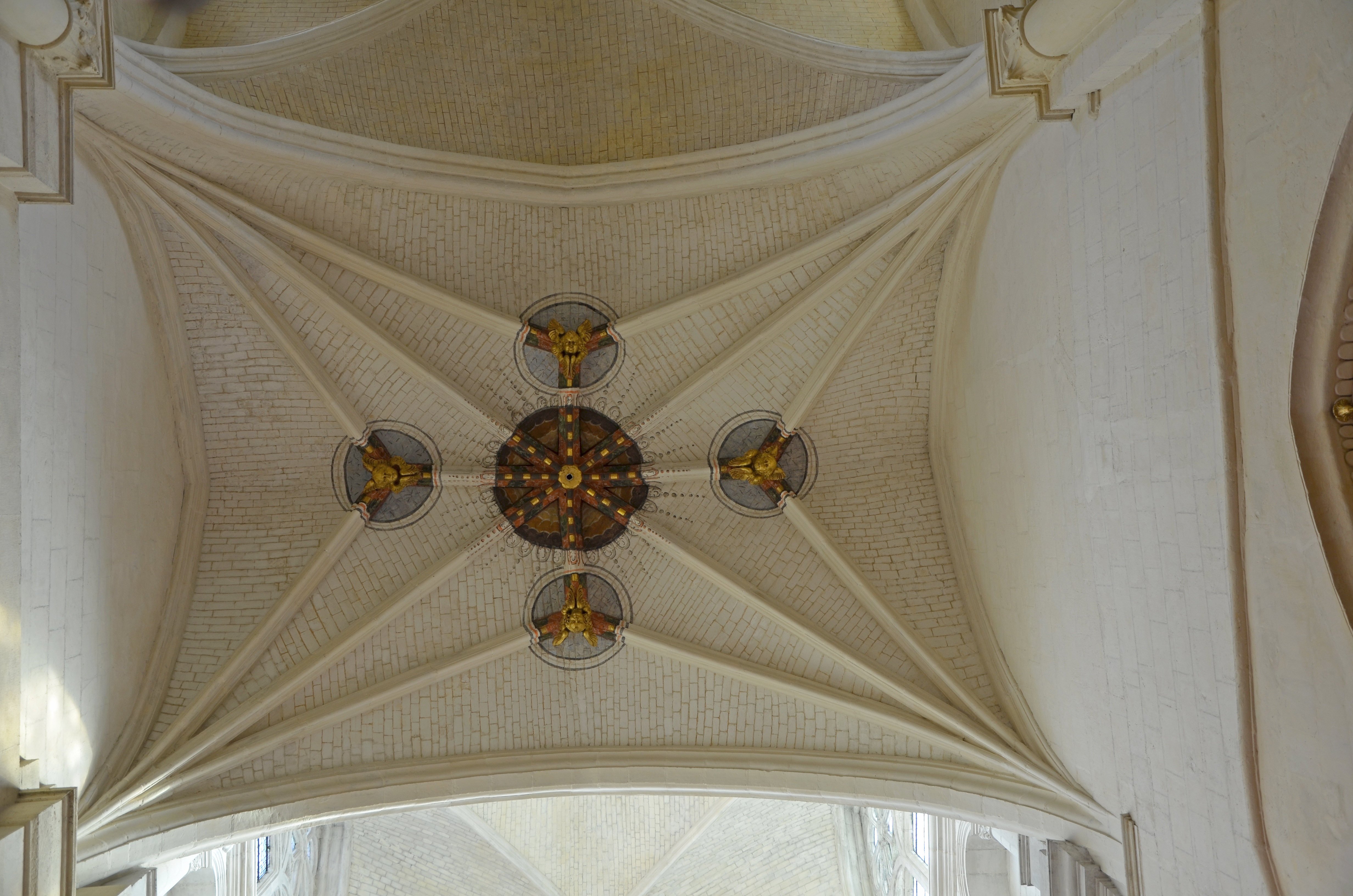
Voûte, dernière travée de la nef avant le chœur
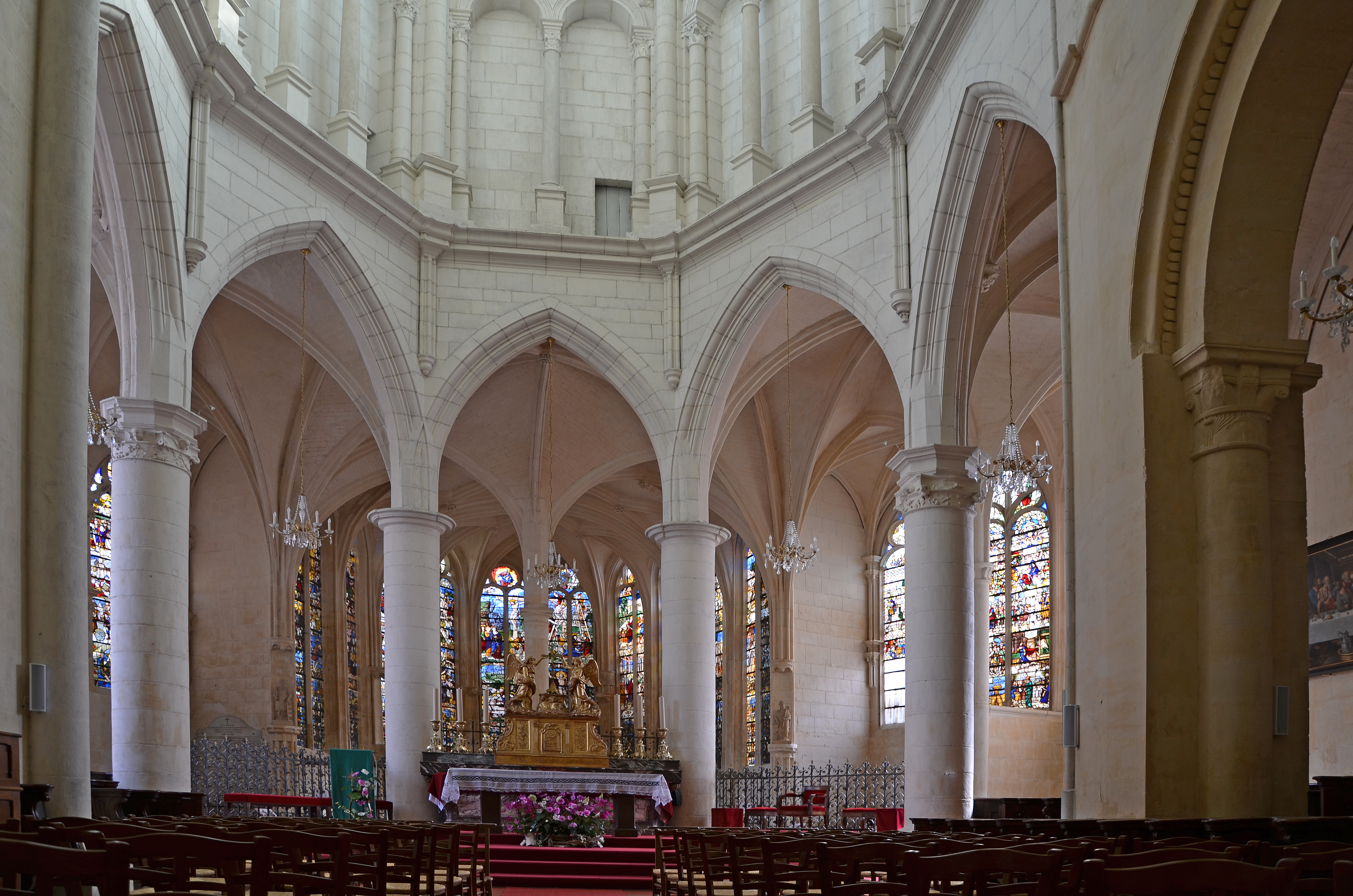
Chœur
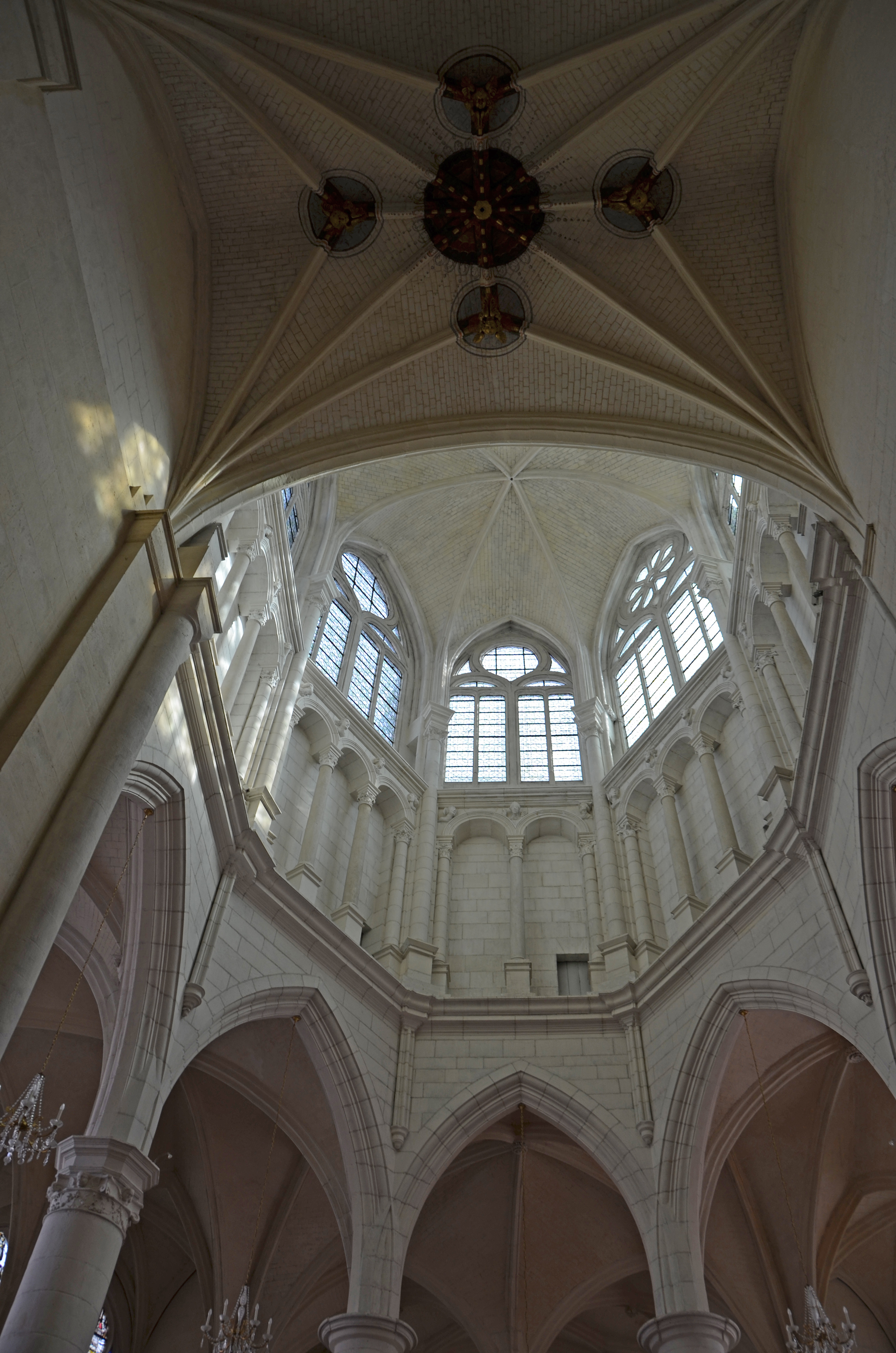
Verrières hautes du chœur

Verrières de Saint-Eusèbe
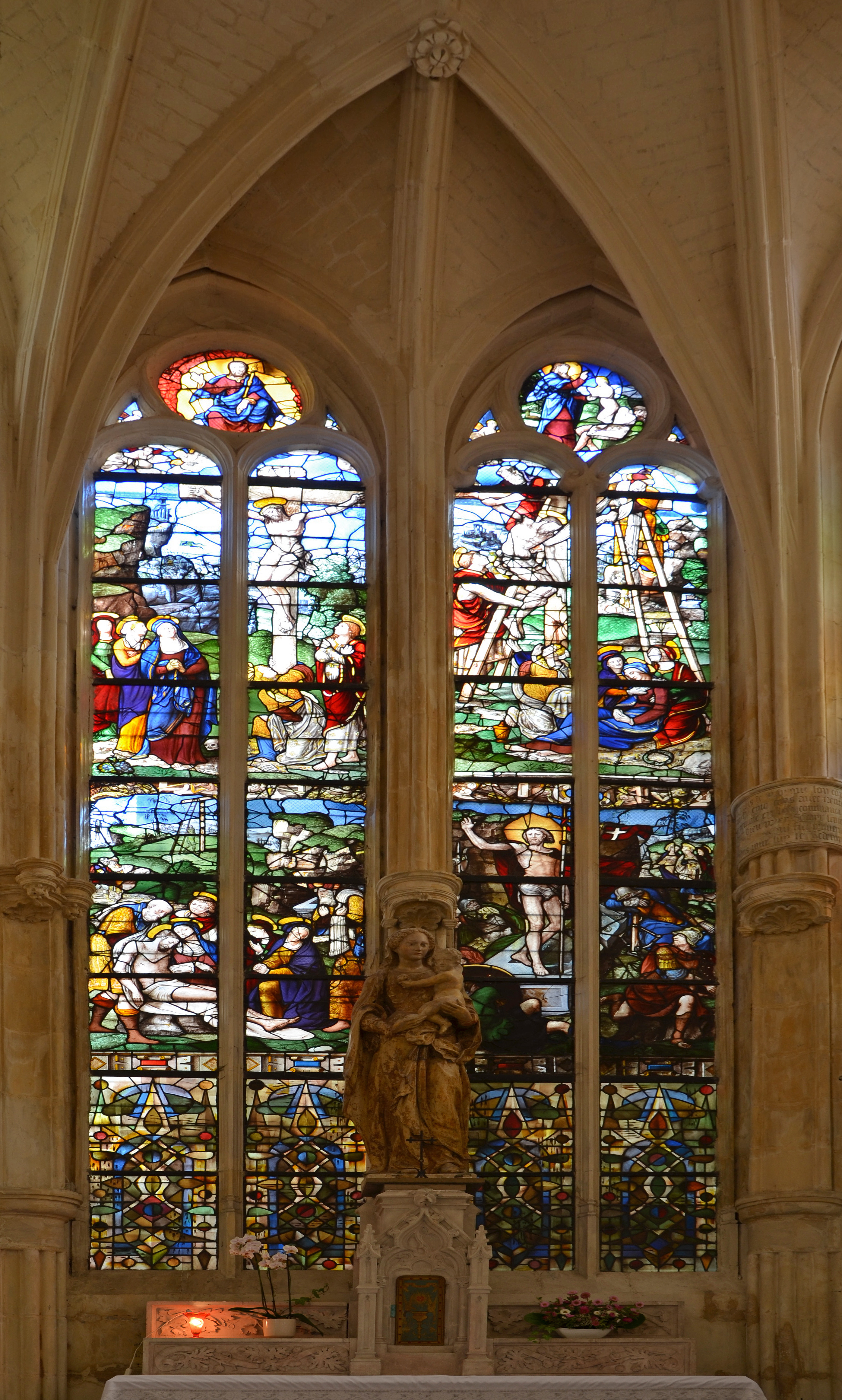
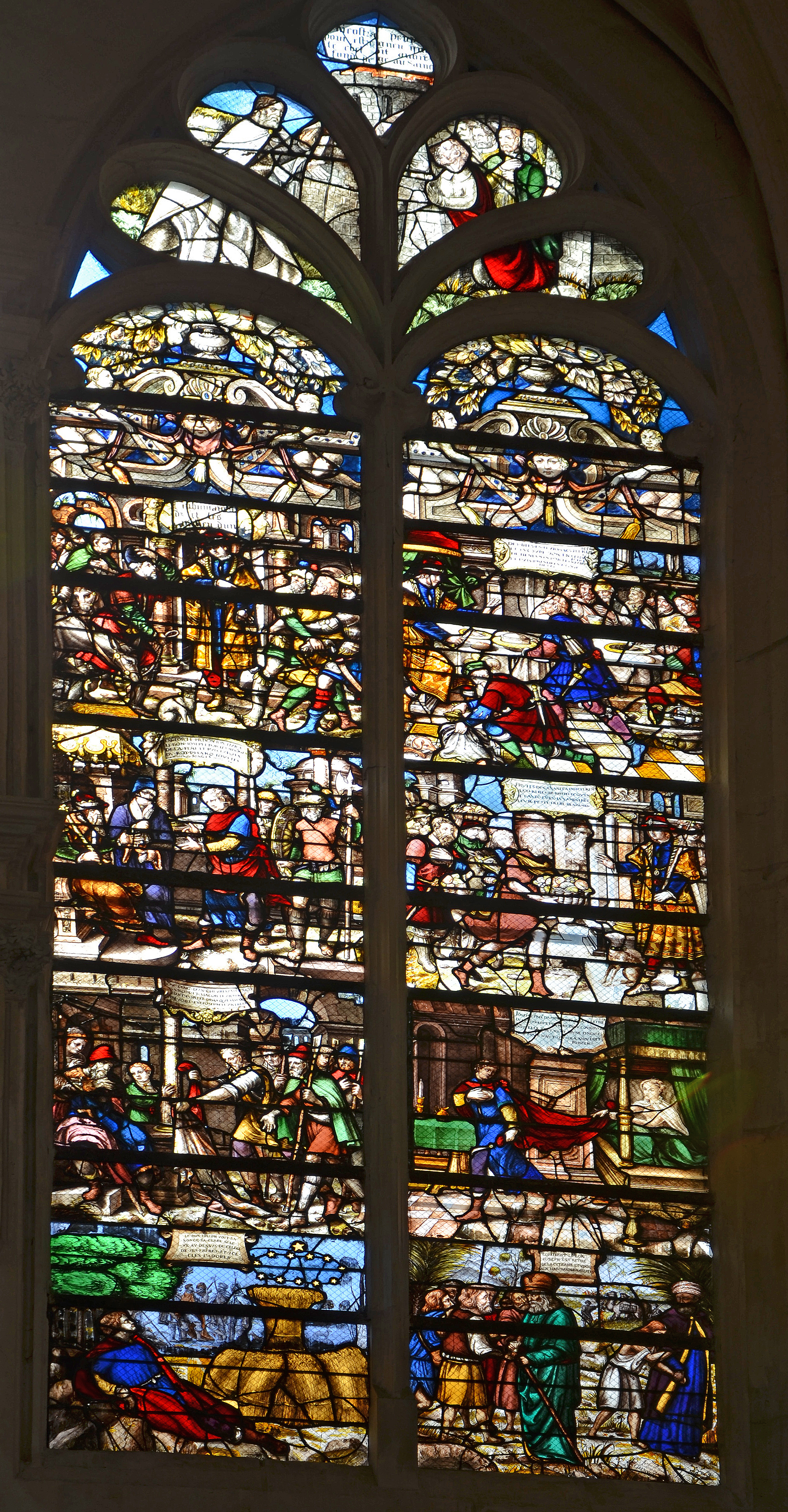
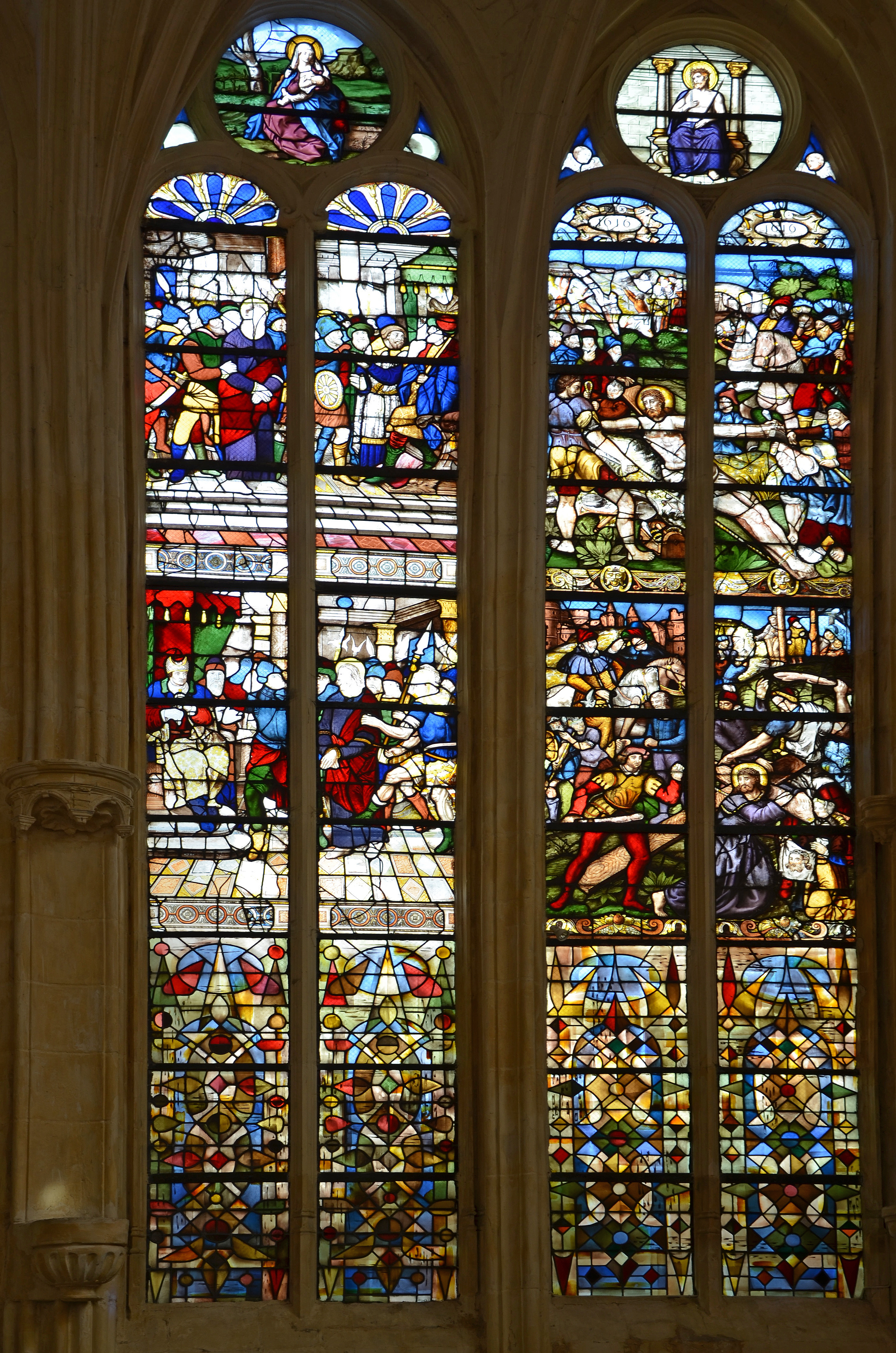
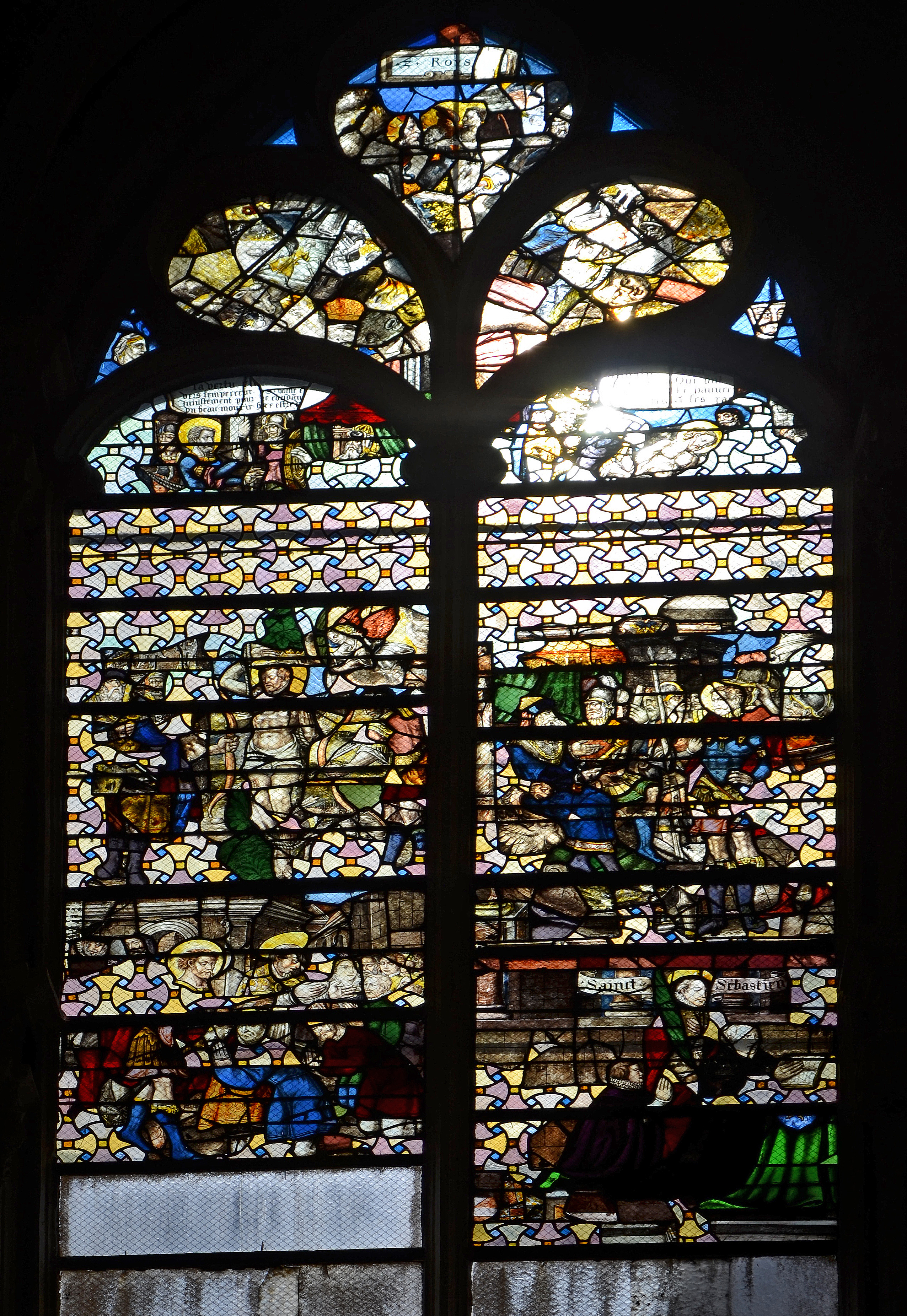
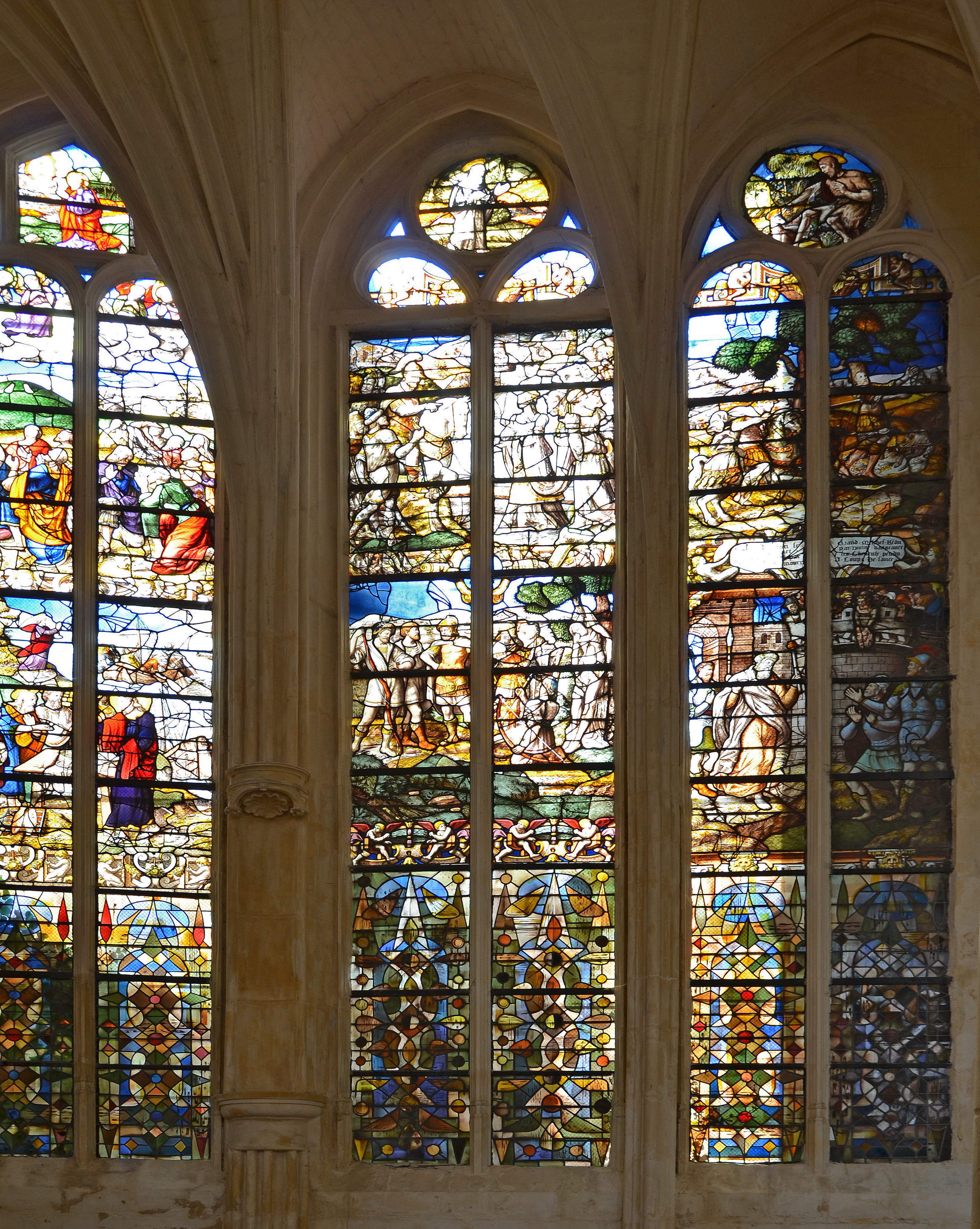